# 12758 Кабударі
12758 Кабударі (12758 Kabudari) — астероїд головного поясу, відкритий 22 вересня 1993 року.
Тіссеранів параметр щодо Юпітера — 3,186.